# Wechsler Adult Intelligence Scale

La Wechsler Adult Intelligence Scale ou WAIS (Échelle d'intelligence pour adultes selon Wechsler) est un test d'évaluation de l'intelligence des adultes, aussi utilisée chez les jeunes de plus de 16 ans. Le psychologue américain David Wechsler, qui lui y associe son patronyme, en publie une première version en février 1955. L'échelle a été traduite dans de nombreuses langues européennes : allemand, espagnol, italien...

## Histoire de sa conception
L'échelle d'intelligence pour adultes de Wechsler s'inspire directement de l'échelle de Wechsler-Bellevue, qui fut la première échelle d'intelligence que le psychologue américain David Wechsler a mise au point en 1939. Sa conception s’inspire des travaux antérieurs sur l'Échelle métrique de l'intelligence du psychologue français Alfred Binet (cf. test Binet-Simon, 1904, 1905). Elle est éditée en France par les Editions du Centre de Psychologie Appliquée (ECPA) qui fait partie du groupe Pearson.

## Description
La WAIS est composée de plusieurs tests brefs, les sous-tests. Chaque sous-test commence par un item (une question, un problème) simple, pour progresser sur des items de plus en plus difficiles à résoudre.

L'échelle se compose de tests dits verbaux et de tests non-verbaux, dits tests de performance (puzzles, cubes, etc.).

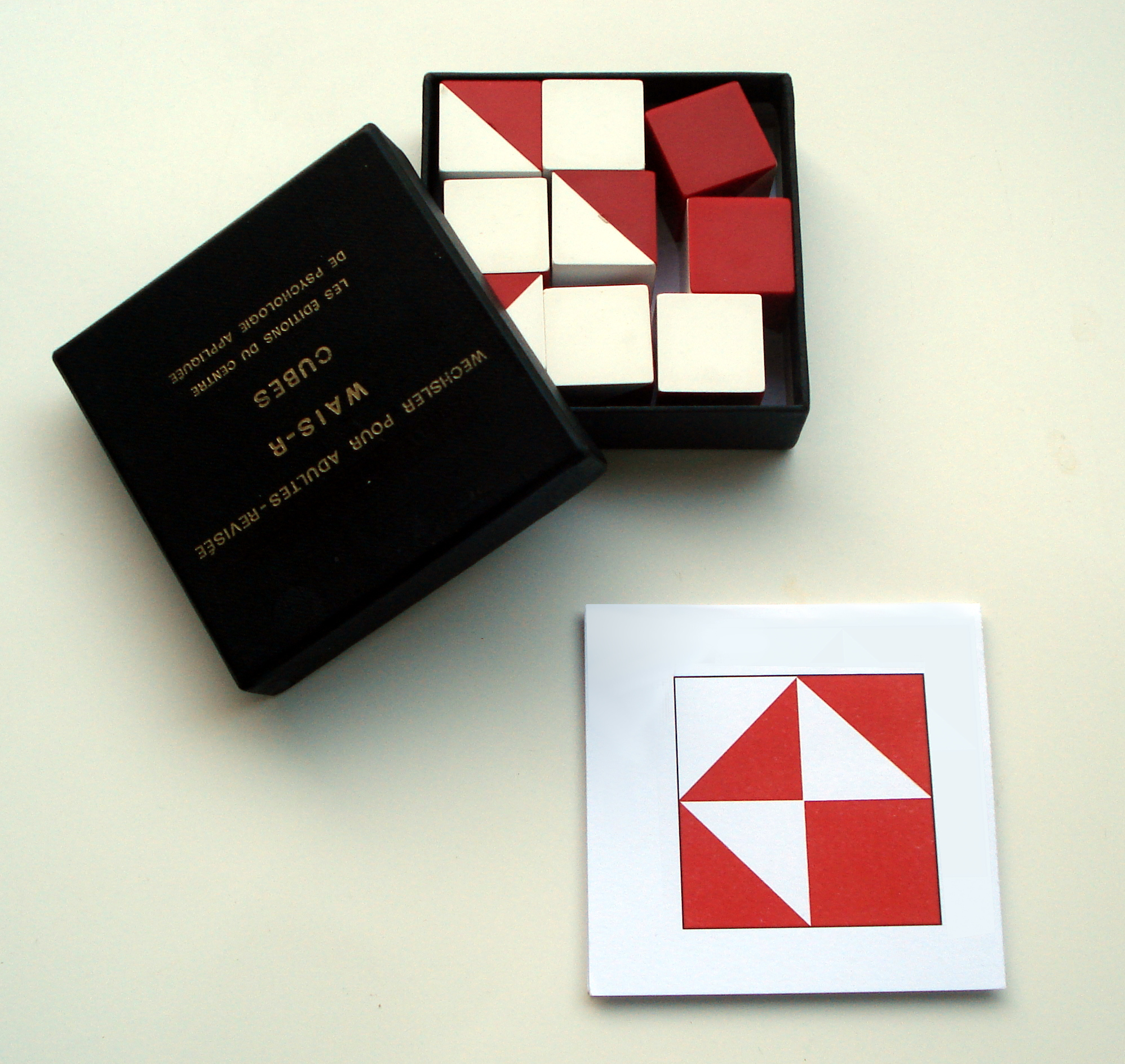
Cubes de kohs utilisés dans la Wais - R avec un exemple de figure à 4 cubes

Chaque sous-test donne un nombre de points au participant. Lorsque le test est terminé, les points sont transformés en scores par le psychologue. Ces scores correspondent à la performance du participant par rapport à une population générale. Le score global donne un Quotient Intellectuel, ou QI.

## Validité statistique et mises à jour
La WAIS a fait l'objet de révisions depuis sa première publication. Ces révisions sont notées dans le titre de l'échelle, ainsi la 4e édition est la WAIS-IV, publiée par Pearson en 2008.
Les résultats de la WAIS ont fait l'objet de nombreux débats scientifiques. La validité et les propriétés statistiques de l'échelle sont régulièrement vérifiées et améliorées, par les concepteurs du test mais également par de nombreux scientifiques indépendants.
Les résultats aux tests sont fortement corrélés à la durée du parcours scolaire et universitaire. Le QI moyen résultant de la version révisée du test est de 86,4 pour les personnes ayant terminé 8 années d'études ou moins, de 100,1 pour celles ayant accompli 12 ans et de 115,3 pour 16 ans d'études. Il a été suggéré que la durée du parcours scolaire constituait un bon outil approximatif de substitution pour repérer des cas de WAIS-R pré-morbides.
Toutefois, des études ultérieures menées dans plusieurs pays (en Europe, en Amérique, en Australie et en Afrique) ont montré que la corrélation était encore plus forte avec la qualité  de l'enseignement dispensé. Des facteurs culturels, linguistiques et socio-économiques sont aussi susceptibles d’affecter les résultats des tests de QI.

## Applications et utilisation
La WAIS est l'échelle d'intelligence pour adultes la plus utilisée au monde. Elle s'utilise : en orientation scolaire (par exemple les psychologues et les conseillers d'orientation du Québec y recourent dans le cadre plus général d'un examen psychologique incluant un entretien clinique) dans l'évaluation des troubles de l'apprentissage, mais aussi dans le diagnostic différentiel des troubles neurologiques  et psychiatriques (à cet effet un Manuel Additif  dans la WAIS III décrit les profils de données obtenues dans le cas de maladies neurologiques, psychiatriques...) dans ce cas son administration s'inscrit nécessairement, comme le bilan psychologique dans un cadre plus large comprenant entretien cliniques, tests cognitifs, neuropsychologiques..
La WAIS a été utilisée pour diagnostiquer les déficiences mentales. En 1965, quatre catégories étaient définies en fonction d'un score de quotient intellectuel allant de la  déficience légère à l'arriération profonde. Une conception aussi tranchée disparaît dans le manuel de la WAIS III qui précise qu'un QI inférieur à 70 constitue un critère nécessaire mais non suffisant, un faible niveau d'intelligence n'implique pas nécessairement un diagnostic de retard mental.
La WAIS est toujours utilisée par des associations pour personnes à QI élevé où l'admission se fait à partir d'un seuil de QI. Par exemple, Intertel accepte un QI WAIS de 135 ou plus, ce qui correspond au 99e centile soit une personne sur cent parmi la population générale.
Son administration est standardisée ce qui nécessite des psychologues ou des conseillers d'orientation dûment formés au suivi d'une procédure garantissant la validité du résultat. L'échelle doit autant que possible être passée en une seule fois. Le temps de passation des 11 subtests varie entre 60 et 90 minutes.
Le QI global doit être appréhendé à partir des scores aux subtests et à leur regroupement en sous-échelles (QI verbal, QI de performance, Indice de Mémoire de Travail, Indice de vitesse de traitement...) et au regard des informations et observations recueillies par le professionnel non seulement lors d'un entretien mais au cours de la passation elle-même (stratégie de résolution suivie par le participant, intérêt suscité par chaque épreuve...),.